# Leonid Gajdaj
Leonid Iovitj Gajdaj (Леони́д И́ович Гайда́й), född 30 januari 1923 i Svobodnyj, Amur oblast, död 19 november 1993, var en rysk filmregissör och manusförfattare. Efter att hans första film klipptes ned kraftigt av den sovjetiska censuren utvecklade han en apolitisk komedistil, ibland kryddad med politiska dubbeltydigheter, som blev mycket populär hos publiken.
Han hade stora publikframgångar på 1960-talet med filmer som Pyos Barbos i neobytjnyj kross (1961), Operation skratt (1965) och Enlevering på kaukasiska (1967); de sistnämnda hade båda över 70 miljoner biobesökare. Hans allra kändaste film är Brilliantovaja ruka (1969), en komedi som på ytan kritiserar västblockets värderingar, men förtäckt angriper Sovjetunionens paranoia inför väst. På 1970-talet fortsatte framgångarna med filmer som 12 stolar (1971), efter romanen av Ilja Ilf och Jevgenij Petrov, och Ivan den förskräcklige byter yrke (1973), efter en fars av Michail Bulgakov.
Till skillnad från många andra sovjetiska komedifilmer, som genom sina tidsbundna subtiliteter har blivit svårbegripliga för senare tiders publik, har Gajdajs i huvudsak apolitiska filmer bibehållit sin popularitet även hos senare generationers ryssar.

## Eftermäle
Asteroiden 8451 Gaidai är uppkallad efter honom.

## Filmografi
- Dolgij put (1957)
- Zjenich s togo sveta (1958, kortfilm)
- Trizjdy voskressjij (1960)
- Pyos Barbos i neobytjnyj kross (1961, kortfilm)
- Samogonsjtjiki (1961, kortfilm)
- Delovje ljudi (1962)
- Fitil (1962)
- Navazjdenije (1965)
- Operation skratt (1965)
- Kavkazskaja plennitsa, ili Novyje prikljutjenija Sjurika (1967)
- Brilliantovaja ruka (1969)
- 12 stolar (1972)
- Ivan den förskräcklige byter yrke (1973)
- Die Flucht (1973)
- Ne mozjet byt! (1975)
- Inkognito iz Peterburga (1977)
- Po ulitsam komod vodili... (1978)
- Za spitjkami (1980)
- Sportloto-82 (1982)
- Opasno dlja zjizni! (1985)
- Tjastnyj detektiv, ili operatsija 'Kooperatsija' (1990)
- Na Deribasovskoj chorosjaja pogoda, ili Na Brajton-Bitj opjat idut dozjdi (1993)